# Abdominale Epilepsie
Abdominale Epilepsie ist eine sehr seltene gastrointestinale Störung, verursacht durch epileptiforme Krampfaktivität. Während ein kausaler Zusammenhang zwischen der Anfallsaktivität und den gastrointestinalen Symptomen bisher nicht bewiesen wurde, können sie nicht durch andere pathophysiologische Mechanismen erklärt werden und zeigen eine Verbesserung nach antikonvulsiver Behandlung.
Abdominale Epilepsie kann eine seltene Ursache fortwährend auftretender abdominaler Schmerzen sein. Sie wurde als eine Art von Temporallappenepilepsie beschrieben. Ansprechen auf Antikonvulsiva kann die Diagnose unterstützen.

## Inzidenz
Während belastbare Einschätzungen der Inzidenz fehlen, wird abdominale Epilepsie als sehr selten eingestuft. Die meiste veröffentlichte medizinische Literatur, die sich mit abdominaler Epilepsie beschäftigt, besteht in Form von Fallberichten. Ein 2005 veröffentlichter Übersichtsartikel fand eine Summe von 36 beschriebenen Fällen in der medizinischen Literatur.

## Geschichte
Für gewöhnlich wird es Trousseau zugeschrieben, im Jahre 1868 als Erster diesen Zustand bei einem Jungen mit krampfartigen gastrointestinalen Symptomen, die in tonisch-klonischen, epileptischen Anfällen gipfelten, beschrieben zu haben.
Der erste Bericht von abdominaler Epilepsie unterstützt durch EEG-Aufzeichnungen wurde 1944 in einem Artikel von Matthew T. Moore veröffentlicht, gefolgt durch weitere Fallberichte von derselben Gruppe.